# Membres non canadiens de l'Ordre national du Québec
L'article contient une liste des membres de l'Ordre national du Québec. En 2011, il y a 810 personnes en tout qui font partie de cet ordre.
| \| Listes des membres de l'Ordre national du Québec \|            |
| A B C D E F G H I J K L M N O P Q R S T U V W X Y Z Non canadiens |
| Listes des membres de l'Ordre national du Québec                  |

## Membres non-québécois
| Nom                          | Grade          | Année | Occupation                                                                                 |
| ---------------------------- | -------------- | ----- | ------------------------------------------------------------------------------------------ |
| Raymond Barre                | Officier       | 1986  | Premier ministre français                                                                  |
| Zila Bernd                   | Chevalière     | 2000  | professeure brésilienne                                                                    |
| »                            | Officière      | 2013  |                                                                                            |
| Stephen Blank                | Chevalier      | 2001  | politologue américain, professeur invité à HEC Montréal                                    |
| Jacques Chirac               | Officier       | 1987  | président de la République française, maire de Paris lors de sa nomination                 |
| Bernard Clavel               | Chevalier      | 2002  | écrivain français ayant fait connaître le Québec en France et dans le reste du monde       |
| Bernard Dorin                | Officier       | 1998  | diplomate français                                                                         |
| Franco Dragone               | Chevalier      | 2002  | chef d'entreprise, directeur artistique, metteur en scène italien naturalisé belge         |
| Michel Drucker               | Chevalier      | 2001  | animateur de télévision français                                                           |
| »                            | Officier       | 2010  |                                                                                            |
| Charles Dutoit               | Grand officier | 1995  | chef d'orchestre suisse, directeur musical de l'Orchestre symphonique de Montréal          |
| Laurent Fabius               | Officier       | 1986  | Premier ministre français                                                                  |
| Rudolf Hanisch               | Chevalier      | 1998  | juriste et fonctionnaire allemand, secrétaire général du gouvernement de l'État de Bavière |
| Francis Higginson Cabot (en) | Chevalier      | 2000  | financier, jardinier et horticulteur américain                                             |
| Lionel Jospin                | Officier       | 1998  | Premier ministre français                                                                  |
| Alain Juppé                  | Officier       | 1996  | Premier ministre français                                                                  |
| Assad Kotaite                | Officier       | 1998  | homme politique libanais, président du conseil de l'OACI                                   |
| Jacques Leprette             | Officier       | 1997  | diplomate français                                                                         |
| Henri Lopès                  | Chevalier      | 1998  | écrivain, homme politique et diplomate congolais                                           |
| Pierre Mauroy                | Officier       | 1986  | Premier ministre français                                                                  |
| Federico Mayor Zaragoza      | Officier       | 1995  | homme politique, scientifique, diplomate et poète espagnol                                 |
| Michael Morris               | Chevalier      | 2002  | directeur des arts de la scène britannique                                                 |
| Alain Peyrefitte             | Officier       | 1998  | diplomate et homme politique français                                                      |
| L'abbé Pierre                | Grand officier | 1995  | prêtre catholique français                                                                 |
| Bernard Pivot                | Chevalier      | 2001  | animateur de télévision français                                                           |
| Jordi Pujol                  | Officier       | 1996  | président de la Catalogne                                                                  |
| Jean-Pierre Raffarin         | Officier       | 2003  | Premier ministre français                                                                  |
| Alain Rey                    | Chevalier      | 2003  | linguiste, lexicographe et écrivain français                                               |
| Josette Rey-Debove           | Chevalière     | 2003  | lexicographe et sémiologue française                                                       |
| Michel Rocard                | Officier       | 2000  | Premier ministre français                                                                  |
| Richard J. Schmeelk          | Chevalier      | 2005  | banquier d'affaires américain                                                              |
| Philippe Séguin              | Officier       | 2000  | président de l'Assemblée nationale française                                               |
| Edmund Stoiber               | Officier       | 2003  | président-ministre de la Bavière                                                           |
| Yves Tavernier               | Chevalier      | 2002  | homme politique français                                                                   |
| Paul Tréguer                 | Officier       | 2015  | océanographe français                                                                      |
| Jean Vanier                  | Grand officier | 1992  | militant catholique et humaniste                                                           |
| Pierre-André Wiltzer         | Chevalier      | 2002  | homme politique français                                                                   |